# Seven de Chile 2002
El Seven de Chile de 2002 fue la primera y única edición del torneo chileno de rugby 7, fue el segundo torneo de la temporada 2001-02 de la Serie Mundial Masculina de Rugby 7.
Se disputó en la instalaciones del Estadio San Carlos de Apoquindo de Santiago.

## Fase de grupos

### Grupo A
| Equipo        | Encuentros | Encuentros | Encuentros | Encuentros | Tantos  | Tantos    | Tantos     | Puntos |
| Equipo        | jugados    | ganados    | empatados  | perdidos   | a favor | en contra | diferencia | Puntos |
| ------------- | ---------- | ---------- | ---------- | ---------- | ------- | --------- | ---------- | ------ |
| Nueva Zelanda | 3          | 3          | 0          | 0          | 128     | 22        | 106        | 9      |
| Gales         | 3          | 2          | 0          | 1          | 48      | 48        | 0          | 7      |
| Canadá        | 3          | 1          | 0          | 2          | 93      | 52        | +41        | 5      |
| Paraguay      | 3          | 0          | 0          | 3          | 7       | 154       | -147       | 3      |

Nota: Se otorgan 3 puntos al equipo que gane un partido, 2 al que empate y 1 al que pierda

### Grupo B
| Equipo         | Encuentros | Encuentros | Encuentros | Encuentros | Tantos  | Tantos    | Tantos     | Puntos |
| Equipo         | jugados    | ganados    | empatados  | perdidos   | a favor | en contra | diferencia | Puntos |
| -------------- | ---------- | ---------- | ---------- | ---------- | ------- | --------- | ---------- | ------ |
| Argentina      | 3          | 3          | 0          | 0          | 105     | 12        | 93         | 9      |
| Australia      | 3          | 2          | 0          | 1          | 99      | 15        | 84         | 7      |
| Estados Unidos | 3          | 1          | 0          | 2          | 69      | 74        | -5         | 5      |
| Brasil         | 3          | 0          | 0          | 3          | 7       | 179       | -172       | 3      |

### Grupo C
| Equipo     | Encuentros | Encuentros | Encuentros | Encuentros | Tantos  | Tantos    | Tantos     | Puntos |
| Equipo     | jugados    | ganados    | empatados  | perdidos   | a favor | en contra | diferencia | Puntos |
| ---------- | ---------- | ---------- | ---------- | ---------- | ------- | --------- | ---------- | ------ |
| Sudáfrica  | 3          | 2          | 0          | 1          | 83      | 19        | 64         | 7      |
| Inglaterra | 3          | 2          | 0          | 1          | 81      | 24        | 57         | 7      |
| Francia    | 3          | 2          | 0          | 1          | 57      | 53        | 4          | 7      |
| Uruguay    | 3          | 0          | 0          | 3          | 12      | 137       | -125       | 3      |

### Grupo D
| Equipo              | Encuentros | Encuentros | Encuentros | Encuentros | Tantos  | Tantos    | Tantos     | Puntos |
| Equipo              | jugados    | ganados    | empatados  | perdidos   | a favor | en contra | diferencia | Puntos |
| ------------------- | ---------- | ---------- | ---------- | ---------- | ------- | --------- | ---------- | ------ |
| Fiyi                | 3          | 3          | 0          | 0          | 159     | 5         | 154        | 9      |
| Samoa               | 3          | 2          | 0          | 1          | 81      | 33        | 48         | 7      |
| Indias Occidentales | 3          | 1          | 0          | 2          | 26      | 117       | -91        | 5      |
| Chile               | 3          | 0          | 0          | 3          | 24      | 135       | -111       | 3      |

## Fase Final

### Cuartos de final
| 5 de enero | Nueva Zelanda | 21 - 5 | Australia |  |  |

| 5 de enero | Fiyi | 36 - 7 | Inglaterra |  |  |

| 5 de enero | Argentina | 39 - 0 | Gales |  |  |

| 5 de enero | Sudáfrica | 28 - 14 | Samoa |  |  |

### Semifinal
| 5 de enero | Nueva Zelanda | 19 - 17 | Fiyi |  |  |

| 5 de enero | Argentina | 14 - 7 | Sudáfrica |  |  |

### Final
| 5 de enero | Nueva Zelanda | 21 - 7 | Argentina |  |  |

| Bandera de Nueva Zelanda |
| Campeón Nueva Zelanda    |
| 2º título del circuito   |